# 弓削隼人
弓削 隼人（ゆげ はやと、1994年4月6日 - ）は、栃木県佐野市出身のプロ野球選手（投手）。左投左打。東北楽天ゴールデンイーグルス所属。
身長は193cmで、2021年に阿部剣友に抜かれるまではNPBの日本人左腕投手で歴代最長身であった。

## 経歴

### プロ入り前
実家では祖父から2代にわたってラーメン店を経営。佐野市立吉水小学校で野球を始め、佐野市立田沼東中学校時代は佐野シニアに所属。佐野日本大学高校に進学すると2年春からベンチ入りし、3年春からはエースを務めたが、甲子園球場の全国大会とは無縁であった。野球部の2年後輩に田嶋大樹がいる。
日本大学への進学後は肩や肘の故障もあり、入学から2年間での公式戦登板はわずか1試合のみであった。4年になると頭角を現し、4年秋では初の完封勝利を挙げるなど2勝0敗・防御率1.93という好成績で敢闘賞を受賞し、チーム25季ぶり（2004年春以来）となる東都大学1部リーグ優勝に貢献した。さらにリーグ優勝によって出場権を得た明治神宮大会では東海大学北海道キャンパスとの初戦に先発し、7回1安打無失点の好投でチームを勝利に導いた。野球部の同期に京田陽太がいる。1部リーグ通算18試合、4勝1敗、防御率2.80。
大学卒業後はSUBARUへ入社し、1年目の第40回JABA日立市長杯選抜野球大会予選リーグの日本製紙石巻戦で公式戦デビュー。2年目は都市対抗に出場し、初戦の王子戦に救援で登板した。日本選手権への出場がかかっていた日本通運との関東代表決定戦では先発として6回無失点と好投したものの、チームはタイブレークの末に敗れた。
2018年10月25日に行われたドラフト会議では、東北楽天ゴールデンイーグルスから4位指名を受け、契約金5000万円、年俸1000万円（金額は推定）という条件で入団した。背番号は23。

### 楽天時代
2019年は同期入団の辰己涼介・太田光・渡邊佳明と共に春季キャンプを一軍でスタートすると、新人ながら開幕ローテーションに入り、4月4日の北海道日本ハムファイターズ戦でプロ初登板初先発を果たしたが、5回途中1失点で降板。翌5日に出場選手登録を抹消されると、二軍で昇格を待つ日々が続いた。7月30日の日本ハム戦で2度目の先発機会が巡ってくると9回2安打無失点と好投し、プロ初勝利をプロ初完投・初完封で飾った。続く8月6日の埼玉西武ライオンズ戦でも7回無失点の好投で2勝目を挙げ、16イニング連続無失点を記録。9月上旬まで先発ローテーションを守ると、変則的な日程もあってブルペン待機となり、9月26日の西武戦でプロ初のリリーフ登板を果たした。ルーキーイヤーは8試合（7先発）の一軍登板で3勝3敗・防御率3.74を記録し、オフに350万円増となる推定年俸1350万円で契約を更改した。
2020年は新型コロナウイルスの影響で120試合制の短縮シーズンとなり、開幕も6月に延期されたものの、2年連続で開幕ローテーションに入ると、本拠地開幕戦の先発マウンドを任され、6回2/3を3安打無失点の好投で勝利投手となった。その後もカード頭での先発を任されたが、7月23日のオリックス・バファローズ戦で8回途中2失点と好投したのを最後に5試合連続で3失点以上を喫し、特に8月18日の日本ハム戦で15安打9失点、続く同25日の千葉ロッテマリーンズ戦では1回1/3で降板と自己ワーストの投球内容が続き、翌8月26日に登録抹消。10月には左肘のクリーニング手術を受け、そのままシーズンを終えた。この年は10試合に先発して3勝2敗・防御率5.01という成績でオフに現状維持の推定年俸1350万円で契約を更改した。
2021年は開幕ローテーション入りを逃したものの、開幕2戦目の先発を予定していた田中将大が直前に故障で離脱し、代役の髙田萌生も結果を残せず、先発機会が巡ってきた。しかし、2試合続けて5回持たずに降板となり、その後は長らく二軍調整が続いた。9月30日の日本ハム戦で約5カ月半ぶりとなる一軍の先発マウンドに上がり、5回1失点の好投でシーズン初勝利を挙げたものの、先発機会が無いため翌10月1日に登録抹消。同18日の日本ハム戦で再び一軍の先発マウンドに上がったが、制球が定まらず自己最短の1回で降板となり、シーズン最終盤はリリーフに回った。この年は5試合（4先発）の登板で1勝1敗・防御率7.24という成績にとどまり、オフに200万円減となる推定年俸1150万円で契約を更改した。
2022年はリリーフとして開幕を一軍で迎え、開幕から4試合の登板で無失点であったが、新型コロナウイルス陽性判定を受けて4月5日に出場選手登録を抹消された。療養を経て同30日に再登録され、翌5月1日の福岡ソフトバンクホークス戦で6回表の1イニングを無失点に抑えると、6回裏の攻撃中に雨天コールドとなりプロ初セーブが記録された。開幕から12試合連続無失点を記録していたものの、5月22日に登録抹消。二軍では先発調整が続き、8月10日に瀧中瞭太が新型コロナウイルス陽性判定を受けたことから、翌11日のオリックス戦で急遽シーズン初先発となったが、4回1/3を5失点で敗戦投手となった。8月12日に出場選手登録を抹消されて以降の一軍登板は無くシーズンを終え、この年は13試合（1先発）の登板で0勝1敗1セーブ・防御率3.29という成績であった。オフの11月9日に行われた契約更改交渉では、150万円減となる推定年俸1000万円でサイン。同20日には翌年から背番号が38に変更となることが球団から発表された。
2023年は2年連続でリリーフとして開幕を迎え、開幕から7試合の登板で防御率1.80を記録していたが、4月21日に出場選手登録を抹消された。6月21日に再登録されるも、7月1日のロッテ戦で1回1/3を5安打3失点と打ち込まれ、翌2日に登録抹消。同28日に再登録されたが、8月10日のソフトバンク戦では1アウトしか奪えずに2安打1四球2失点を喫し、翌11日の登録抹消以降の一軍登板は無く、この年は12試合の登板で防御率5.59という成績に終わった。オフに20万円減となる推定年俸980万円で契約を更改した。
2024年は開幕を二軍で迎えたが、5月3日に出場選手登録されると、交流戦開始前の時点では開幕から7試合連続無失点を記録した。8試合目の登板となった5月30日の横浜DeNAベイスターズ戦でシーズン初失点を喫したものの、6月16日の広島東洋カープ戦では先発の松井友飛が両足を攣ったことを受け、5-0の4回表から登板し、1イニングを無失点に抑えると、弓削に勝利投手が記録。一軍では自身990日ぶりの白星となった。交流戦終了時点では12試合に登板し、1勝0敗・防御率2.63を記録していたが、6月25日のロッテ戦で1回5安打1四球5失点。続く同29日の西武戦から7月26日のロッテ戦にかけて6試合連続無失点を記録するも、28日の同カードでは1回4安打2四球4失点。続く7月30日のソフトバンク戦から8月30日のオリックス戦にかけて9試合連続無失点を記録するも、31日の同カードでは2回5安打3失点と一軍登板を重ねた一方で、不調時の登板では乱調であった。9月11日のソフトバンク戦で2/3回を投げ、6安打1四球5失点を喫すると、翌12日に登録抹消となり、そのまま二軍でシーズンを終えたものの、この年は自己最多の34試合に登板し、2勝0敗1ホールド・防御率5.94を記録。オフに720万円増となる推定年俸1700万円で契約を更改した。

## 選手としての特徴
身長193cmの大柄な体格から繰り出す最速149km/hのストレートが武器で、スライダー、カーブ、フォークなどの変化球も投げ分ける軟投派の左腕投手。
かつてMLBで一世を風靡した長身の左腕投手にちなんで、SUBARU時代から「和製ランディ（・ジョンソン）」とも呼ばれている。実際には、ジョンソンの現役時代ほどストレートは速くないものの、身長が高い割にコントロールが良い。

## 詳細情報

### 年度別投手成績
| 年 度     | 球 団     | 登 板 | 先 発 | 完 投 | 完 封 | 無 四 球 | 勝 利 | 敗 戦 | セ 丨 ブ | ホ 丨 ル ド | 勝 率 | 打 者 | 投 球 回 | 被 安 打 | 被 本 塁 打 | 与 四 球 | 敬 遠 | 与 死 球 | 奪 三 振 | 暴 投 | ボ 丨 ク | 失 点 | 自 責 点 | 防 御 率 | W H I P |
| --------- | --------- | ----- | ----- | ----- | ----- | -------- | ----- | ----- | -------- | ----------- | ----- | ----- | -------- | -------- | ----------- | -------- | ----- | -------- | -------- | ----- | -------- | ----- | -------- | -------- | ------- |
| 2019      | 楽天      | 8     | 7     | 1     | 1     | 0        | 3     | 3     | 0        | 0           | .500  | 172   | 43.1     | 40       | 5           | 9        | 0     | 2        | 34       | 0     | 0        | 18    | 18       | 3.74     | 1.13    |
| 2020      | 楽天      | 10    | 10    | 0     | 0     | 0        | 3     | 2     | 0        | 0           | .600  | 229   | 50.1     | 57       | 9           | 20       | 0     | 3        | 34       | 2     | 0        | 34    | 28       | 5.01     | 1.53    |
| 2021      | 楽天      | 5     | 4     | 0     | 0     | 0        | 1     | 1     | 0        | 0           | .500  | 65    | 13.2     | 20       | 0           | 6        | 0     | 1        | 6        | 0     | 0        | 11    | 11       | 7.24     | 1.90    |
| 2022      | 楽天      | 13    | 1     | 0     | 0     | 0        | 0     | 1     | 1        | 0           | .000  | 61    | 13.2     | 14       | 2           | 6        | 0     | 2        | 5        | 0     | 0        | 5     | 5        | 3.29     | 1.46    |
| 2023      | 楽天      | 12    | 0     | 0     | 0     | 0        | 0     | 0     | 0        | 0           | ----  | 47    | 9.2      | 12       | 1           | 4        | 1     | 2        | 5        | 0     | 0        | 7     | 6        | 5.59     | 1.66    |
| 2024      | 楽天      | 34    | 0     | 0     | 0     | 0        | 2     | 0     | 0        | 1           | 1.000 | 150   | 33.1     | 42       | 1           | 4        | 1     | 1        | 28       | 0     | 0        | 22    | 22       | 5.94     | 1.53    |
| 通算：6年 | 通算：6年 | 82    | 22    | 1     | 1     | 0        | 9     | 7     | 1        | 1           | .563  | 724   | 164.0    | 185      | 18          | 54       | 2     | 11       | 112      | 2     | 0        | 97    | 90       | 4.94     | 1.46    |

- 2024年度シーズン終了時

### 年度別守備成績
| 年 度 | 球 団 | 投手  | 投手  | 投手  | 投手  | 投手  | 投手     |
| 年 度 | 球 団 | 試 合 | 刺 殺 | 補 殺 | 失 策 | 併 殺 | 守 備 率 |
| ----- | ----- | ----- | ----- | ----- | ----- | ----- | -------- |
| 2019  | 楽天  | 8     | 1     | 7     | 1     | 2     | .889     |
| 2020  | 楽天  | 10    | 3     | 8     | 1     | 0     | .917     |
| 2021  | 楽天  | 5     | 1     | 2     | 0     | 0     | 1.000    |
| 2022  | 楽天  | 13    | 1     | 3     | 0     | 0     | 1.000    |
| 2023  | 楽天  | 12    | 1     | 2     | 1     | 0     | .750     |
| 2024  | 楽天  | 34    | 1     | 5     | 0     | 0     | 1.000    |
| 通算  | 通算  | 82    | 8     | 27    | 3     | 2     | .921     |

- 2024年度シーズン終了時

### 記録
初記録
- 初登板・初先発登板：2019年4月4日、対北海道日本ハムファイターズ3回戦（楽天生命パーク宮城）、4回1/3を1失点
- 初奪三振：同上、1回表に西川遥輝から見逃し三振
- 初勝利・初先発勝利・初完投勝利・初完封勝利：2019年7月30日、対北海道日本ハムファイターズ16回戦（札幌ドーム）、9回2安打無失点
- 初セーブ：2022年5月1日、対福岡ソフトバンクホークス5回戦（楽天生命パーク宮城）、6回表に2番手で救援登板・完了、1回無失点 ※6回裏一死降雨コールド
- 初ホールド：2024年7月9日、対千葉ロッテマリーンズ12回戦（ZOZOマリンスタジア）、6回裏に2番手で救援登板、2/3回無失点[69]

### 背番号
- 23（2019年 - 2022年）
- 38（2023年 - ）

### 登場曲
- 「叶えたい夢がある」High Speed Boyz（2019年）
- 「Tryin'」Unknöwn Kun（2020年）
- 「バケモノと呼ばれて」藤川千愛（2021年）
- 「NAME」NOISEMAKER（2022年）[77]